# Zbrodnie nacjonalistów ukraińskich w powiecie turczańskim

Powiat turczański na mapie województwa lwowskiego (wcześniej do 1931 r. w woj. stanisławowskim)

Zbrodnie nacjonalistów ukraińskich w powiecie turczańskim – lista zbrodni nacjonalistów ukraińskich na ludności polskiej w powiecie turczańskim w okresie II wojny światowej.

## Tabela
| Zbrodnie według miejscowości       | Gmina               | Data                 |
| ---------------------------------- | ------------------- | -------------------- |
| Zbrodnia w Boryni                  | Gmina Borynia       | 20 września 1943     |
| Zbrodnia w Dniestrzyku Hołowieckim | Gmina Łomna         |                      |
| Zbrodnia w Dołżyku                 | Gmina Zawadka       | 19 września 1943     |
| Zbrodnia w Dźwiniaczu Górnym       | Gmina Wysocko Wyżne |                      |
| Zbrodnia w Hołowsku                | Gmina Turka         | 29 września 1943     |
| Zbrodnia w Ilniku                  |                     |                      |
| Zbrodnia w Komarnikach             | Gmina Komarniki     | 28 maja 1944         |
| Zbrodnia w Łokciu                  | Gmina Wysocko Wyżne |                      |
| Zbrodnia w Łomnej                  | Gmina Łomna         | 19 października 1943 |
| Zbrodnia w Łopuszance Lechniowej   | Gmina Łomna         | 10 września 1943     |
| Zbrodnia w Rozłuczu                | Gmina Rozłucz       | październik 1943     |
| Zbrodnia w Rypianach               |                     |                      |
| Zbrodnia w Sokolikach Górskich     |                     |                      |
| Zbrodnia w Strzyłkach              | Gmina Strzyłki      |                      |
| Zbrodnia w Szandrowcu              |                     |                      |
| Zbrodnia w Tarnawie Niżnej         | Gmina Tarnawa Niżna |                      |
| Zbrodnia w Tarnawie Wyżnej         | Gmina Tarnawa Niżna |                      |
| Zbrodnia w Turzem                  |                     |                      |
| Zbrodnia w Wołczem                 |                     |                      |
| Zbrodnia w Wysocku Wyżnym          | Gmina Wysocko Wyżne |                      |
| Zbrodnia w Zubrzycy                | Gmina Zawadka       | 28 września 1943     |